# Open Food Facts
Open Food Facts é uma iniciativa de catalogar produtos alimentícios industrializados em um banco de dados colaborativo liderado pelo francês Stéphane Gigandet e que logo passou a receber suporte da Open Knowledge Foundation na França. O conteúdo está licenciado sob uma licença Creative Commons atribuição compartilhamento pelo mesmo tipo de licença e a base de dados está sob Open Database License.

## Base de dados
Em abril de 2013, o site contava então com cerca de 6,4 mil produtos cadastrados globalmente; mais de 80% na base francesa, 15% na em espanhol, 0,8% em inglês e 0,5% em português.